# FUTURE (单曲)
《FUTURE》是日本女性歌手・Stephanie的第七张单曲，SME Records 2009年4月29日发售，商品番号SECL-718。

## 解説
2009年第2张单曲。也是自单曲「Stephanie」以来，首张没有featuring其他艺人，Stephanie独唱的单曲。自上张单曲「Pride〜A Part of Me〜 feat.SRM」以后，继续被起用为电影主题曲。

## 收录曲
1. FUTURE
  - 作詞：Stephanie 作曲：Joe Rinoie 編曲：Joe Rinoie, Yukinori Nakano, 坂部大介 & Kentaro Sato
  - 配給电影主題歌。
2. BREAKDOWN
  - 作詞：Stephanie 作曲：Joe Rinoie 編曲：Joe Rinoie & 鈴川真樹
3. Pride〜A Part of Me〜 (Sweet&Mellow version)
  - 作詞：Stephanie 作曲：Joe Rinoie 編曲：Joe Rinoie & Kentaro Sato
  - 上张单曲「Pride〜A Part of Me〜」的Remix版本。

## 收录于专辑
- 「Colors of my Voice」（#1）